# 井上尚彌
井上尚彌（日语：／ Inoue Naoya，1993年4月10日—）是日本职业拳击运动员，绰号“怪物”（The Monster），隶属大桥拳击馆。截至目前井上尚彌職業生涯30戰全勝，KO率达到90%。他是四个级别的世界拳王，在雏量级及超雏量级這兩個级别上，他統一了四大拳擊組織的金腰帶，是史上第2位及亞洲第一位統一兩個量級四大拳擊組織金腰帶的拳手。
井上尚弥是历史上第一个超雏量级无争议拳王，目前拥有超雏量级WBC、WBA、WBO、IBF金腰带以及《拳台》杂志金腰带。2022年6月，井上尚彌是成为历史上第一个在P4P排名中排名第一的日本拳手。2023年，他被《拳台》杂志、美国拳击作家协会（BSAA）和ESPN评为年度最佳拳手。

## 业余时期
井上尚弥1993年出生于神奈川縣座間市，在座间市立栗原小学一年级时开始接触拳击，跟随父亲井上真吾训练。初次参赛是在小学六年级时，他在全国比赛中战胜了一名初中二年级的对手，取得了RSC（击倒制胜）的胜利。在座间市立栗原中学初三时，他在首届全国U-15比赛中获得了优秀选手奖。
他在新磯高中（在读期间更名为相模原青陵高中，现为相模原弥荣高中）时，第一年就赢得了全日本高中生体育大会、国民体育大会和全国高中生拳击选拔赛的三冠，并在2010年亚洲青年拳击锦标赛中获得了铜牌。
2012年4月5日，他参加了同年伦敦奥运会的预选赛兼亚洲锦标赛，并在轻量级决赛中对阵来自卡扎克斯坦的选手比然·扎基波夫（2005年世界锦标赛铜牌得主），以11-16输掉比赛，获得银牌，因此未能实现参加伦敦奥运会的目标。井上尚弥业余比赛战绩是75胜6负48KO。

## 职业时期

### 世界拳击超级系列决赛

#### 井上尚弥 vs. 多奈尔
2019年11月7日，井上尚弥在日本埼玉与四级别世界拳王、现任WBA（超级）雏量级拳王诺尼托·多奈尔（Nonito Donaire，战绩40胜5负，26次击倒）展开了世界拳击超级系列（WBSS）决赛。这场激烈的比赛展示了两位选手的惊人毅力和耐力，最终井上尚弥以一致判决获胜，比分为116-111、117-109、114-113，成为首位在雏量级击败多奈尔的拳手。比赛非常惨烈。第二回合，多奈尔的一记左勾拳在井上尚弥的右眼上造成了严重的伤口，影响了他的视力，但他顽强地反击，并在第五回合使多奈尔陷入困境。第九回合，多奈尔以一记强力右拳重创了井上尚弥。第十一回合，井上尚弥用一记重击打中了多奈尔的肝脏，多奈尔因痛苦而转身跪地。比赛结束后，一些观众对裁判的判罚提出质疑，认为裁判在多奈尔试图逃离时，阻挡了井上尚弥的追击，并给了多奈尔一个长时间的倒计时。不过，多奈尔仍能在倒计时后继续比赛。赛后，井上尚弥对多奈尔表达了尊敬，称赞他为“真正的拳王”。井上尚弥获得了穆罕默德·阿里奖杯（Muhammad Ali Trophy），并被授予了荣誉WBC钻石腰带，但他拒绝接受该腰带，因为他还不是WBC拳王。井上尚弥透露，他在第二回合时因受伤眼眶骨折导致看东西有重影，同时还遭遇了鼻骨骨折。这次比赛被《拳台》杂志评选为年度最佳比赛。

### 井上尚弥 vs. 多奈尔 II
2022年6月7日，井上尚弥在日本埼玉的埼玉超级竞技场进行第五次卫冕战，对手是现任WBC拳王诺尼托·多奈尔。这场比赛是对2019年11月7日决赛的重赛，井上尚弥在第一次对决中赢得了统一战。比赛由Amazon Prime Video在日本播出，美国由ESPN+播出。井上尚弥在第二回合以技术击倒获胜，成为唯一一位在雏量级击倒多奈尔的拳手，也成为日本拳击历史上首位三腰带拳王。井上尚弥在这场胜利后被《拳台》杂志认定为P4P排名第一的拳手，成为首位达到这一里程碑的日本拳手。

### 无争议雏量级拳王

#### 井上尚弥 vs. 巴特勒
2022年8月25日，井上尚弥宣布将于2022年12月13日与两届雏量级拳王、现任WBO雏量级拳王保罗·巴特勒进行头衔统一战。比赛在东京有明体育馆举行，并由Amazon Prime Video在日本播出，美国由ESPN+播出。这是巴特勒首次在英国以外的地方比赛。井上尚弥在第十一回合1分09秒通过连续击打身体击倒巴特勒。井上尚弥在比赛停止时三张记分卡上均为100-90，并且在总点数上以151比38领先，97次为重拳。他成为自1972年以来首位无争议雏量级拳王，也是四腰带时代首位无争议雏量级拳王，以及历史上唯一一位通过KO击败所有四大主要拳击组织拳王的拳手。2023年1月13日，井上尚弥放弃所有五个头衔，转战超雏量级。

### 转战超雏量级

#### 井上尚弥 vs. 富尔顿
2023年1月18日，有消息透露井上尚弥已与未尝败绩的统一超雏量级拳王斯蒂芬·富尔顿（Stephen Fulton）进入谈判。比赛预计于2023年5月7日在日本横滨体育馆举行，并由Lemino在日本播出，美国由ESPN+播出。然而，由于井上尚弥在训练过程中受伤，比赛于3月21日被推迟，最终于7月25日在东京有明体育馆重新安排比赛。井上尚弥在第八回合通过技术击倒获胜。他首先用左勾拳击倒富尔顿，并在随后的拳击浪潮中使裁判赫克托·阿富（Hector Afu）终止了比赛。井上尚弥在总点数上以114比47领先，重拳上以70比24领先。井上尚弥成为第一位在四个不同级别赢得主要头衔的日本拳手（井冈一翔曾赢得次要头衔）。

### 无争议超雏量级拳王

#### 井上尚弥 vs. 塔帕莱斯
2023年8月21日，有报道称井上尚弥与两个级别拳王、现任统一WBA（超级）和IBF超雏量级拳王的马龙·塔帕莱斯（Marlon Tapales）进行了一场无争议头衔比赛谈判。这场比赛也被视为争夺为拳击界的嫡系拳王的比赛，于2023年12月26日在日本东京的有明体育馆举行。井上尚弥在第十回合通过击倒获胜，成为历史上首位无争议超雏量级拳王。塔帕莱斯在第四回合被击倒一次，在第十回合再次被击倒，第二次击倒使他无法在倒计时结束前从地上站起。井上尚弥在全场比赛中总共打出146记有效拳击，而塔帕莱斯只有52记，重拳方面井上尚弥为114记，塔帕莱斯为43记。这场胜利使井上尚弥在21场头衔比赛中拿到了第19场击倒胜利，KO率达到90.4%，创下了世界头衔比赛历史上的最高击倒率记录。

#### 井上尚弥 vs. 内里
2024年1月8日，井上尚弥宣布2024年5月6日在东京巨蛋举行自己无争议头衔的首次卫冕战，对手是WBC强制挑战者、前两级别世界拳王路易斯·内里（Luis Nery）。这是自1990年以来首次在该场馆举行的拳击比赛。尽管在首回合遭遇职业生涯中的第一次击倒，井上尚弥仍主导了比赛，并在第六回合通过击倒赢得了比赛。他在第二回合和第五回合各击倒内里一次，最终在第六回合完成第三次击倒，结束了比赛。由于这场比赛的重要性，井上尚弥获得了WBC荣誉钻石腰带。井上尚弥在全场比赛中打出107记有效拳击，而内里为54记，重拳方面井上尚弥为62记，内里为34记。这场胜利后，井上尚弥再次被《拳台》杂志评评为全球最佳拳手，并且创造了日本Amazon Prime Video历史上最高的观众收视纪录，超过了2023年世界棒球经典赛日本与美国的决赛。

#### 井上尚弥 vs. 多希尼
在卫冕战后，井上尚弥原先的对手是IBF和WBO强制挑战者萨姆·古德曼（Sam Goodman），比赛预计在9月进行，但在谈判过程中古德曼退赛，宣布将于7月10日与查伊诺伊·沃拉武（Chainoi Worawut）进行比赛。于是WBO排名第二的爱尔兰拳手多希尼成为新的对手 。井上尚弥通过一记重击下盘击倒多希尼成功保住了他的无争议头衔。在第七回合，井上尚弥连续打出一系列重击，使多希尼因疼痛退缩并跪地，裁判贝恩斯·科瓦奇（Bence Kovacs）终止了比赛。井上尚弥成为第一个击倒多希尼的拳手，全场比赛中井上尚弥打出93记有效拳击，而多希尼为52记，重拳拳击方面井上尚弥为64记，多希尼为41记。

## 评价
井上尚弥的拳击风格是左右开弓，以击打左腹部为主体。前世界拳王山中慎介认为，井上尚弥的击打具有非常大的力量，不论是直拳、摆拳还是上勾拳，不论左手还是右手，任何一种拳法都具备将对手KO的力道。因此井上尚弥在实战中KO率非常高。

## 个人生活
井上尚弥的父亲井上真吾曾是业余拳击手，现在是大桥拳击馆的拳击教练，从小便接受父亲的训练，井上尚弥的弟弟井上拓真也是一名職業拳擊手，拥有WBA雏量级头衔。其堂兄井上浩樹也是職業拳擊手。三人现在都在大桥拳击馆接受井上真吾的训练。
2015年12月1日，井上尚弥与交往了7年的高中同学结婚，有三个孩子。

## 職業拳擊紀錄
| 30胜 （27次击倒胜），0负，0平 |      |      |                          |      |               |            |                                       | |
| 场数                          | 赛果 | 战绩 | 对手                     | 方式 | 用时          | 日期       | 地点                                  | 备注                                                                                               |
| 30                            | 胜   | 30–0 | Ramon Cardenas           | TKO  | 8 (12), 0:45  | 2025-05-04 | 内华达州天堂市 T-Mobile體育館         | 卫冕 WBA (Super), WBC, IBF, WBO, 和 The Ring 超雏量级头衔                                          |
| 29                            | 胜   | 29–0 | 金艺俊                   | KO   | 4 (12), 2:25  | 2025-01-24 | 东京有明體育館                        | 卫冕 WBA (Super), WBC, IBF, WBO, 和 The Ring 超雏量级头衔                                          |
| 28                            | 胜   | 28–0 | TJ Doheny                | TKO  | 7 (12), 0:16  | 2024-09-03 | 东京有明體育館                        | 卫冕 WBA (Super), WBC, IBF, WBO, 和 The Ring 超雏量级头衔                                          |
| 27                            | 胜   | 27–0 | Luis Nery                | KO   | 6 (12), 1:39  | 2024-05-06 | 东京巨蛋                              | 卫冕 WBA (Super), WBC, IBF, WBO, 和 The Ring 超雏量级头衔                                          |
| 26                            | 胜   | 26–0 | Marlon Tapales           | KO   | 10 (12), 1:02 | 2023-12-26 | 东京有明體育館                        | 卫冕 WBC 和 WBO 超雏量级头衔; 赢得 WBA (Super), IBF, 和空缺 The Ring 超雏量级头衔                  |
| 25                            | 胜   | 25–0 | Stephen Fulton           | TKO  | 8 (12), 1:14  | 2023-07-25 | 东京有明體育館                        | 赢得 WBC 和 WBO 超雏量级头衔                                                                       |
| 24                            | 胜   | 24–0 | Paul Butler              | KO   | 11 (12), 1:09 | 2022-12-13 | 东京有明體育館                        | 卫冕 WBA (Super), WBC, IBF, 和 The Ring 雏量级头衔; 赢得 WBO 雏量级头衔                            |
| 23                            | 胜   | 23–0 | Nonito Donaire           | TKO  | 2 (12), 1:24  | 2022-06-07 | 埼玉超级竞技场                        | 卫冕 WBA (Super), IBF, 和 The Ring 雏量级头衔; 赢得 WBC 雏量级头衔                                 |
| 22                            | 胜   | 22–0 | Aran Dipaen              | TKO  | 8 (12), 2:34  | 2021-12-14 | 兩國國技館                            | 卫冕 WBA (Super), IBF, 和 The Ring 雏量级头衔                                                      |
| 21                            | 胜   | 21–0 | Michael Dasmariñas       | KO   | 3 (12), 2:45  | 2021-06-19 | 内华达州天堂市 Virgin Hotels          | 卫冕 WBA (Super), IBF, 和 The Ring 雏量级头衔                                                      |
| 20                            | 胜   | 20–0 | Jason Moloney            | KO   | 7 (12), 2:59  | 2020-10-31 | 内华达州美高梅大酒店                  | 卫冕 WBA (Super), IBF, 和 The Ring 雏量级头衔                                                      |
| 19                            | 胜   | 19–0 | Nonito Donaire           | UD   | 12            | 2019-11-07 | 埼玉超级竞技场                        | 卫冕 IBF 和 The Ring 雏量级头衔; 赢得 WBA (Super) 雏量级头衔; 世界拳击超级系列：雏量级决赛         |
| 18                            | 胜   | 18–0 | Emmanuel Rodríguez       | KO   | 2 (12), 1:20  | 2019-05-18 | 格拉斯哥水电竞技场                    | 卫冕 WBA (Unified) 雏量级头衔; 赢得 IBF 和空缺 The Ring 雏量级头衔; 世界拳击超级系列：雏量级半决赛 |
| 17                            | 胜   | 17–0 | Juan Carlos Payano       | KO   | 1 (12), 1:10  | 2018-10-07 | 横滨体育馆                            | 卫冕 WBA (Regular) 雏量级头衔; 世界拳击超级系列：雏量级四分之一决赛                                |
| 16                            | 胜   | 16–0 | Jamie McDonnell          | TKO  | 1 (12), 1:52  | 2018-05-25 | 大田市综合体育馆                      | 赢得 WBA (Regular) 雏量级头衔                                                                      |
| 15                            | 胜   | 15–0 | Yoan Boyeaux             | TKO  | 3 (12), 1:40  | 2017-12-30 | 横滨文化体育馆                        | 卫冕 WBO 轻雏量级头衔                                                                              |
| 14                            | 胜   | 14–0 | Antonio Nieves           | RTD  | 6 (12), 3:00  | 2017-09-09 | 加利福尼亚 Dignity Health Sports Park | 卫冕 WBO 轻雏量级头衔                                                                              |
| 13                            | 胜   | 13–0 | Ricardo Rodriguez        | KO   | 3 (12), 1:08  | 2017-05-21 | 东京有明競技場                        | 卫冕 WBO 轻雏量级头衔                                                                              |
| 12                            | 胜   | 12–0 | Kohei Kono               | TKO  | 6 (12), 1:01  | 2016-12-30 | 东京有明競技場                        | 卫冕 WBO 轻雏量级头衔                                                                              |
| 11                            | 胜   | 11–0 | Petchbarngborn Kokietgym | TKO  | 10 (12), 3:03 | 2016-09-04 | 座间Sky Arena                         | 卫冕 WBO 轻雏量级头衔                                                                              |
| 10                            | 胜   | 10–0 | David Carmona            | UD   | 12            | 2016-05-08 | 东京有明競技場                        | 卫冕 WBO 轻雏量级头衔                                                                              |
| 9                             | 胜   | 9–0  | Warlito Parrenas         | TKO  | 2 (12), 1:20  | 2015-12-29 | 东京有明競技場                        | 卫冕 WBO 轻雏量级头衔                                                                              |
| 8                             | 胜   | 8–0  | Omar Narváez             | KO   | 2 (12), 3:01  | 2014-12-30 | 东京巨蛋                              | 赢得 WBO 轻雏量级头衔                                                                              |
| 7                             | 胜   | 7–0  | Samartlek Kokietgym      | TKO  | 11 (12), 1:08 | 2014-09-05 | 代代木国家体育馆                      | 卫冕 WBC 轻蝇量级头衔                                                                              |
| 6                             | 胜   | 6–0  | Adrián Hernández         | TKO  | 6 (12), 2:54  | 2014-04-06 | 大田市综合体育馆                      | 赢得 WBC 轻蝇量级头衔                                                                              |
| 5                             | 胜   | 5–0  | Jerson Mancio            | TKO  | 5 (12), 2:51  | 2013-12-06 | 兩國國技館                            | 赢得空缺OPBF轻蝇量级头衔                                                                           |
| 4                             | 胜   | 4–0  | Ryoichi Taguchi          | UD   | 10            | 2013-08-25 | 座间Sky Arena                         | 赢得日本轻蝇量级头衔                                                                               |
| 3                             | 胜   | 3–0  | Yūki Sano                | TKO  | 10 (10), 1:09 | 2013-04-16 | 后乐园大厅                            | |
| 2                             | 胜   | 2–0  | Ngaoprajan Chuwatana     | KO   | 1 (8), 1:50   | 2013-01-05 | 后乐园大厅                            | |
| 1                             | 胜   | 1–0  | Crison Omayao            | KO   | 4 (8), 2:04   | 2012-10-02 | 后乐园大厅                            | |

## 外部連結
- Naoya Inoue在BoxRec的職業拳擊紀錄
- 井上尚彌官网 （页面存档备份，存于）
- 井上尚彌的Instagram帳戶 （页面存档备份，存于）
- 井上尚彌的X（前Twitter）